# Isaac Asante
Isaac Asante (21 augustus 2002) is een Ghanese voetballer. Hij is een middenvelder en speelt voor FK Panevėžys.

## Carrière

### OH Leuven
Asante is een jeugdproduct van KSC Lokeren. Daar werd hij weggehaald door OH Leuven. In het seizoen 2020/2021 speelde Asante zijn eerste wedstrijd voor OH Leuven als basisspeler in de uitwedstrijd tegen Racing Genk.

## Statistieken
| Seizoen         | Club             | Competitie       | Competitie | Competitie | Beker | Beker | Supercup | Supercup | Totaal | Totaal |
| Seizoen         | Club             | Competitie       | Wed.       | Dlp.       | Wed.  | Dlp.  | Wed.     | Dlp.     | Wed.   | Dlp.   |
| --------------- | ---------------- | ---------------- | ---------- | ---------- | ----- | ----- | -------- | -------- | ------ | ------ |
| 2020-21         | OH Leuven        | Eerste klasse A  | 5          | 0          | —     | —     | 0        | 0        | 5      | 0      |
| 2021-22         | OH Leuven        | Eerste klasse A  | 0          | 0          | 0     | 0     | —        | —        | 0      | 0      |
| 2022-23         | OH Leuven II     | Eerste nationale | 16         | 1          | —     | —     | 0        | 0        | 16     | 1      |
| 2023-24         | KV Mechelen      | Eerste klasse A  | 3          | 0          | 0     | 0     | 0        | 0        | 3      | 0      |
| 2023-24         | Jong KV Mechelen | Tweede afdeling  | 11         | 2          | 0     | 0     | —        | —        | 11     | 2      |
| 2024-25         | Jong KV Mechelen | Tweede afdeling  | 10         | 1          | 0     | 0     | —        | —        | 10     | 1      |
| 2024-25         | FK Panevėžys     | A lyga           | 19         | 1          | 0     | 0     | 0        | 0        | 9      | 1      |
| Carrière totaal | Carrière totaal  | Carrière totaal  | 55         | 5          | 0     | 0     | 0        | 0        | 54     | 5      |